# Kilittaşı, Digor
Kilittaşı là một xã thuộc huyện Digor, tỉnh Kars, Thổ Nhĩ Kỳ. Dân số thời điểm năm 2010 là 319 người.